# Central nuclear
Central nuclear (português europeu) ou usina nuclear (português brasileiro) é uma instalação industrial empregada para produzir eletricidade a partir da energia nuclear, pondo em prática o uso de materiais radioativos dois quais produzem calor como resultado da reação nuclear. O calor é usado para gerar vapor de água, obtido com o aquecimento da respetiva, para depois este fazer girar as turbinas a vapor e produzir a energia elétrica.

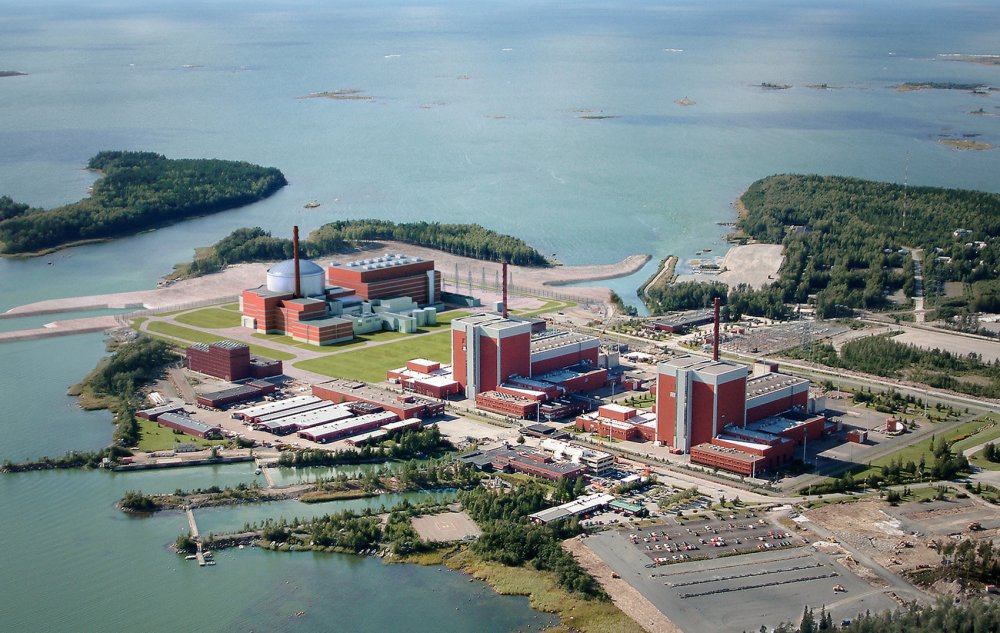
Central nuclear de Olkiluoto, Finlândia

Apresentam um ou mais reatores, que são compartimentos impermeáveis à radiação, dos quais empregam, no seu interior, barras de controle ou outras configurações geométricas de minerais com algum elemento radioativo, em geral o urânio. No processo de fissão nuclear, é estabelecida uma reação em cadeia sustentada e moderada mediante o uso de elementos auxiliares, dependendo do tipo de tecnologia empregada.
Estas usinas são consideradas termelétricas pois utilizam o reator nuclear para produzir a energia térmica. As reações de fissão do reator são controladas de modo a fornecer energia na medida certa para a termelétrica acoplada neste reator. A fissão é uma reação que ocorre no átomo, onde as partículas subatômicas passam a "bombardear" núcleos atômicos pesados que se quebram e dão origem a outros núcleos menores. Além da produção de partículas subatômicas, esta reação também libera uma grande quantidade de energia térmica.

## História
Após a Revolução Industrial houve um exponencial aumento da necessidade de energia, o que fez com que as fontes e as necessidades aumentarem e se diversificarem. Com isso, o ser humano passou a explorar os recursos naturais em larga escala e a buscar formas de produção de energia cada vez mais eficientes.
O estudo da radiação atômica, transformações atômicas e fissão nuclear foi desenvolvida com intuito militar principalmente de 1895 a 1945, grande parte dos últimos seis anos nesse período. De 1939 a 1945 a maior parte do desenvolvimento estava focado em desenvolver a bomba atômica. De 1945 para frente a atenção sobre a bomba atômica foi diminuída porém seu estudo continua forte principalmente nas áreas de energia limpa e propulsão naval controlada. A energia elétrica foi gerada pela primeira vez por um reator nuclear em 3 de setembro de 1948 pelo Reator de Grafite X-10 em Oak Ridge, Tennessee, Estados Unidos. O segundo experimento e em escala maior ocorreu em 20 de dezembro de 1951 na estação experimental EBR-1 (Experimental Breeder Reactor I) perto de Arco, Idaho, também nos EUA, ocasião em que as primeiras lâmpadas foram acesas com eletricidade gerada pela energia nuclear. Em 27 de junho de 1954, a usina nuclear de Obninsk se torna a primeira usina nuclear ligada a rede elétrica de algum país começando a operar na cidade soviética de Obninsk. A primeira usina nuclear em escala comercial foi a usina nuclear de Calder Hall que abriu em 17 de outubro de 1956 em Sellafield no Reino Unido. A primeira usina nuclear comercial devotada completamente a geração de energia elétrica (Calder Hall também era usada para a produção de plutônio para uso militar, diminuindo sua eficiência como usina elétrica) foi a usina nuclear de Shippingport nos Estados Unidos, conectada à rede em 18 de dezembro de 1957.
| |                                                                                        |                                                        |
| Primeiras lâmpadas acesas com eletricidade gerada pela energia nuclear, produzida pelo EBR I, no Argonne National Laboratory (EUA, 20 de Dezembro de 1951). | Usina Nuclear de Calder Hall (Reino Unido) primeira usina nuclear em escala comercial. | Sala de controle de uma usina nuclear estado-unidense. |

## O átomo

Átomo do Urânio-233, isótopo sintético do urânio, produzido a partir do bombardeamento neutrônico do tório (ver Reator de tório).

A radiação ionizante foi descoberta por Wilhelm Röntgen em 1895, ao passar uma corrente elétrica por um tubo de vidro e produzir continuamente raios-X. Então em 1896 Henri Becquerel achou um minério contendo Urânio e Rádio que fazia placas fotográficas escurecerem. Ele foi então demonstrar que isso se dava a partir de radiação Beta e Alfa. Villard encontrou um terceiro tipo de radiação do minério, radiação Gama, muito parecida com raios-X. Em 1896 Pierre e Marie Curie deram o nome de “radioatividade” para este fenômeno e em 1898 Samuel Prescott revelou que radiação matava bactérias na comida.
Em 1902 Ernest Rutherford mostrou que a radioatividade com uma emissão espontânea de partículas alfa ou beta do núcleo criaria um elemento químico diferente. Ele continuou a desenvolver um entendimento mais completo sobre átomos e em 1919 ele atirou partículas alfa de um átomo de Rádio em um de nitrogênio e constatou que a reestruturação do núcleo estava ocorrendo e assim, a formação de um átomo de oxigênio. Niels Bohr foi outro cientista que ajudou a explicar o átomo, os elétrons e o modo que eles estavam arranjados ao redor do núcleo.
Em 1911 Frederick Soddy descobriu que elementos radioativos ocorrentes na natureza tinham um diverso número de isótopos, com a mesma química.
Em 1932 James Chadwick descobriu o nêutron. Também em 1932 Cockcroft e Walton produziram transformações nucleares ao bombardear átomos com prótons acelerados. Dois anos mais tarde Irène Curie e Frederick Joliot descobriram que algumas transformações deram origens a elementos sintéticos, e no ano seguinte Enrico Fermi descobriu uma variedade muito maior de elementos artificiais que poderiam ser formados se fossem usados nêutrons em vez de prótons no bombardeamento.
Fermi continuou seus experimentos, geralmente produzindo elementos mais pesados do que o alvo, porém ao bombardear urânio foi detectado elementos muito mais leves do que o esperado. No final de 1938 Otto Hahn e Fritz demonstraram que os elementos mais leves eram aproximadamente a metade da massa do urânio e que a fissão nuclear teria ocorrido.
Lise Meitner e Otto Frisch trabalharam então com Niels Bohr e explicaram que o nêutron foi capturado pelo núcleo, causando severa vibração e assim o partindo em duas diferentes. Essa foi a primeira indicação que a famosa equação de Einstein "E=MC²", publicada em 1905, estava correta  (ver: Olinto De Pretto).

## Usinas nucleares

Central Nuclear de Cattenom, França

Durante o desenvolvimento de armas nucleares muitas tecnologias foram desenvolvidas, dentre elas o estudo básico de como usar fissão para produzir eletricidade. O primeiro reator nuclear a produzir eletricidade foi um pequeno experimento, um reator fermentador, design e operação por parte do Argonne National Laboratory situado em Idaho, EUA. O reator foi ligado em dezembro de 1951.
Em 1953 o presidente Eisenhower propôs o programa Atoms for Peace ("Átomos para a Paz") pelo qual se orientaram significativamente os esforços em gerar eletricidade baseando-se na fissão principalmente apartamento civil de energia americano. Este programa teve alcance internacional e forneceu os primeiros reatores nucleares de Israel, e Paquistão em Islamabade. O Átomos para a Paz possibilitou a construção do primeiro reator nuclear do Brasil e da América Latina, o IEA-R1, inaugurado no dia 25 de Janeiro de 1958 pelo presidente Juscelino Kubitschek.
Os primeiros Reatores nucleares não tinham uma produção de energia tão grande, dificilmente passando dos 30 MW.

## Tipos de usinas atuais
Existem vários tipos de usinas nucleares, porém as mais usadas são as PWR Reator de água pressurizada e as BWR.

### PWR
As usinas nucleares de água pressurizada, também chamadas de PWR (pressurizad water reactors - "reator de água pressurizada") mantêm água sobre pressão para que ela esquente, mas não evapore. Essa água em altíssima temperatura é então circulada por uma tubulação e então esquenta outro tanque de água. Esse segundo tanque garante que a água que entra de fora do sistema não entre em contato com a água no interior do reator, permanecendo assim limpa, pois a água de rios usadas para resfriar o reator não é usada nem nas turbinas, ele é somente usado para resfriar o vapor de água do segundo tanque após o mesmo já ter passado pelas turbinas.

### BWR
As usinas nucleares de água fervida, também chamadas de BWR (boiling water reactors - "reator de água fervente") faz com que a água que tem contato com o reator passe pelas turbinas diretamente, e seja resfriada externamente igual a água da usina PWR, porém o risco de contaminação, ainda assim muito pequeno, é maior do que em usinas PWR. Elas são menos eficientes que suas contrapartes PWR.
|                                    |                                |
| Reator de água pressurizada (PWR). | Reator de água fervente (BWR). |

## Funcionamento

Representação esquemática de uma reação em cadeia do Urânio-235.

### Combustível
O combustível nuclear é composto por grânulos de urânio-235, dos quais apresentam um formato cilíndrico e não ultrapassam os três centímetros de comprimento. Os grânulos são colocados em barras de controle com aproximadamente 360 centímetros de comprimento, contendo mais de 200 deles. Cada um possui uma eficiência maior do que uma tonelada de carvão mineral.

### Reator
O processo de geração de energia inicia quando os núcleos de urânio são partidos pelo processo de fissão. Quando o núcleo de urânio-235 é atingido por um nêutron, este se torna em U-236 que, quando fissionado, se divide em dois outros núcleos mais leves, como o par bário e criptônio, e libera três nêutrons. Por sua vez, esses três nêutrons atingem outros átomos de U-235, repetindo o ciclo enquanto houver material fissionável no reator. A reação nuclear pode ser controlada de diversas formas, como por meio de varas de controle, que são aptas para absorverem os nêutrons e diminuir a velocidade, ou até mesmo interrompendo totalmente a fissão dos átomos de U-235.

### Pressurizador
O calor produzido no reator é transferido para o primeiro sistema de resfriamento, onde a água é aquecida até aos 320 graus Celsius, mas sem evaporar pelo facto de estar sob pressão.

### Gerador
No caso das usinas de água pressurizada, a água quente vinda do reator passa por muitos canos para que aqueça um segundo tanque. A água desse tanque não está sobre tanta pressão, acabando por evaporar e passar por turbinas que, ao serem giradas, produzem grandes quantidades de eletricidade. O vapor de água do segundo tanque passa por uma série de tubulações até ser resfriado pela proveniente do exterior, seja de rios, mares ou lagos. A água vinda do ambiente não sofre contaminação pois esta não entra em contato com o reator e volta para o ambiente logo após ser usada para resfriar o vapor das turbinas.
Se a usina for de água fervida (BWR - Boiling Water Reactor), não há um tanque secundário e a água do reator é a mesma que passa pelas turbinas e que é resfriada pela do exterior. Neste caso, o risco de contaminação é maior se em comparação com o anterior, porém não é significativo o suficiente para que este tipo seja considerado inseguro.

## Acidente nuclear
As instalações nucleares são construções com complexidade elevada e, por isso, têm um grau de segurança igualmente elevado. As reações nucleares, por suas características, são altamente perigosas se feitas sem um ambiente controlado, como o de uma usina moderna. Apesar de a chance ser pequena, existe a possibilidade, principalmente em caso de má operação do reator, de que a perda do controle durante o processo possa elevar a temperatura a um valor que levaria à fusão do reator, e/ou ao vazamento de radiações nocivas para o ambiente exterior, comprometendo a saúde dos seres vivos. Uma usina nuclear modifica o ambiente de diversas formas como, por exemplo, o sistema de refrigeração de água altera a temperatura do do rio ou do mar onde esta água é lançada, influenciando o ecossistema local.  Ainda, os rejeitos radioativos altamente perigosos devem ser armazenados por longos períodos para não causarem danos no meio ambiente.
Apesar dos riscos envolvidos em sua operação, a energia nuclear possui baixas taxas de mortalidade por TWh (terawatt-hora), tendo taxas mais próximas da energia eólica e solar, do que das energias fosseis. Vale ainda ressaltar que a maior parte das mortes ocorridas pelo uso da energia nuclear, se deu por meio de descuidos e negligencias, como no acidente nuclear de Chernobil.

## No Brasil
- Angra 1
- Angra 2
- Angra 3

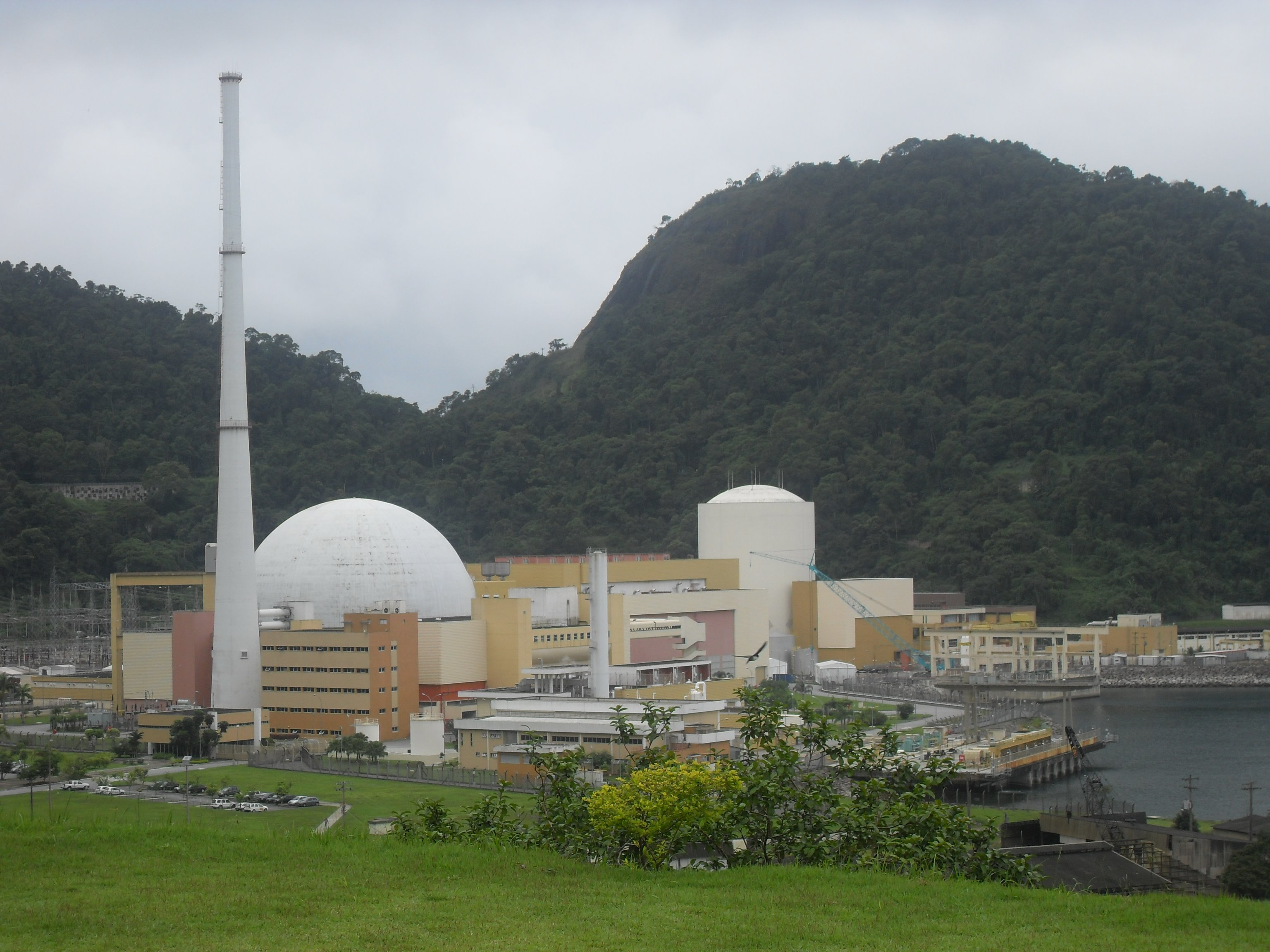
As usinas nucleares Angra 1 (ao fundo) e Angra 2 (à frente) no Rio de Janeiro, onde a energia nuclear responde por 4% da energia produzida no país.

O Brasil possui também 3 Tokamaks (reatores experimentais de fusão nuclear). Estes estão instalados na USP, na UNICAMP e no Instituto Nacional de Pesquisas Espaciais.